# Cișmigiumeer

Het Cişmigiumeer

Het Cișmigiumeer is een meer in het Cișmigiupark, in Centraal-Boekarest, de Roemeense hoofdstad. Het meer ligt midden in het park. In het meer kan men roeien. Er worden ook roeiboten verhuurd. Het restaurant Monte Carlo ligt op een eiland, in het meer. In de winter kan men schaatsen op het meer. Oorspronkelijk, was het meer een plas, waar in 1847 een park omheen werd gebouwd.